# 敵国人
法における敵国人（英: enemy alien）とは互いに紛争状態にある国の市民、外国人（alien）、居留民（alien residents）のことを指す。常にそうとは限らないが、通常紛争当事国は宣戦布告ののち、戦争状態にあることが多い。

## ドイツ
„Ilag“（イラーグ）とはドイツ語: Internierungslager（収容所）の略語である。連合国の戦争捕虜を収容するため降伏後のフランスとドイツに建設された。

## イギリス
1939年、第二次世界大戦が勃発すると、イギリスはユダヤ人や政治的難民を初めとしてナチの迫害を逃れた人々の避難先となった。当局ははじめ区別なく敵国住民と共にこれら難民を収容したが、イタリアが宣戦布告した後になって、かなりのイタリア人住民も危険人物とみなされて収容された。
ブリテン島からは比較的離れており、保養地としても利用されるマン島は「外国市民」（"Alien Civilians"）向けの居住地を提供するのに使用された（第一次世界大戦期から既に使用されていた）。ブリテン島から多くの被収容者を移動させる努力が払われた。1940年7月、北米へ向けてイタリア人とドイツ人（捕虜を含む）約1300人を輸送中の「アランドラ・スター」が雷撃され沈没した。居住区画が有刺鉄線で封鎖され、救命ボートも足りなかったため、イタリア人・ドイツ人743名が死亡し、乗組員・護送兵を合わせた死者総数は805名に達した。イギリス政府は、沈没時に収容者の無秩序な行動が原因で犠牲者が増えたと虚偽の発表をした。その後、生存者は輸送船「デュネラ」に移し変えられ、新たな敵国人も加わって総勢2,500名をオーストラリア・ニューサウスウェールズ州ヘイの収容所に輸送した。

## アメリカ合衆国
敵国人のよく知られた例はアメリカ合衆国に居住していた在米日本国民や日系人を連邦政府が第二次世界大戦（太平洋戦争）中に抑留したケースである。多くのイタリア系アメリカ人とともに、これら日本人、日系アメリカ人の多くは戦時中大統領ルーズベルトにより強制収容所に収監された。しかしながら、注意すべき重要なこととして、これら日系・イタリア系アメリカ人の中には合衆国の市民権を得ている者もおり、その場合は実際には「外国人」ではなく、合衆国市民権を持たない者のみ「敵国人」と正しく呼称され収容されるべきであった。しかしながら、ドイツ系、イタリア系、日系アメリカ人の永住外国人は第二次世界大戦中に収容所に送り込まれた。全部で10,905名のイタリア系アメリカ人、11,229名の日系アメリカ人がアメリカ全土のそれぞれ別の収容所に収監された。ドイツ系アメリカ人は50箇所以上の収容所に収容された。

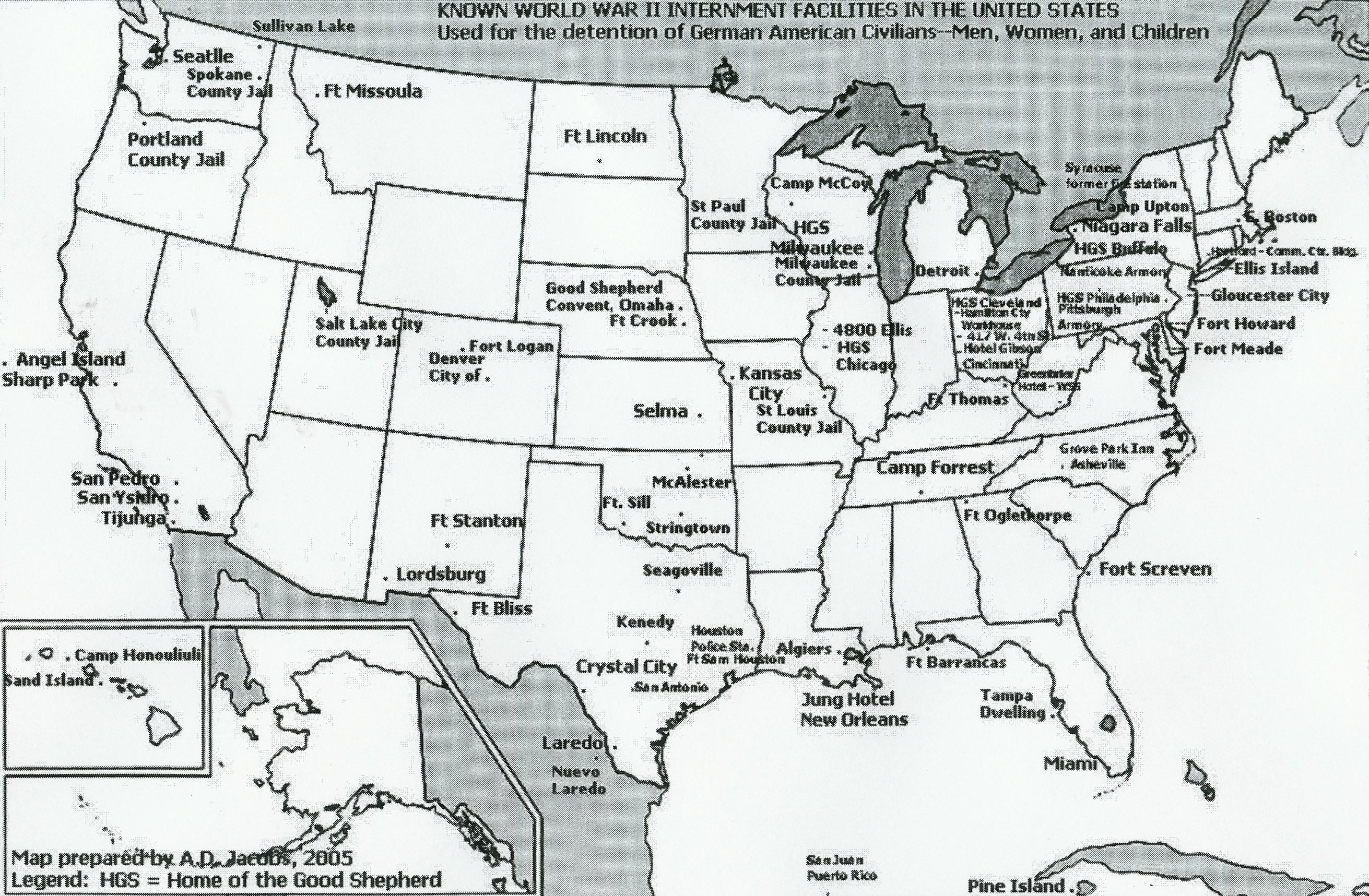
第二次世界大戦期に米国内に設置されたドイツ系アメリカ人の収容所

第二次世界大戦期に米国に住む敵国市民は敵国市民証（"Enemy Alien card"）を強制的に交付され、それを当局へ月次で登録するよう義務付けられた。カナダやメキシコにも同様の法規制が存在した。
また、入国してくる外国人に対して、Alien Enemy Validation Guideという加点式判断方法を取って、敵性外国人を判断する方法を取っている。